# Rosquilla de Alhama

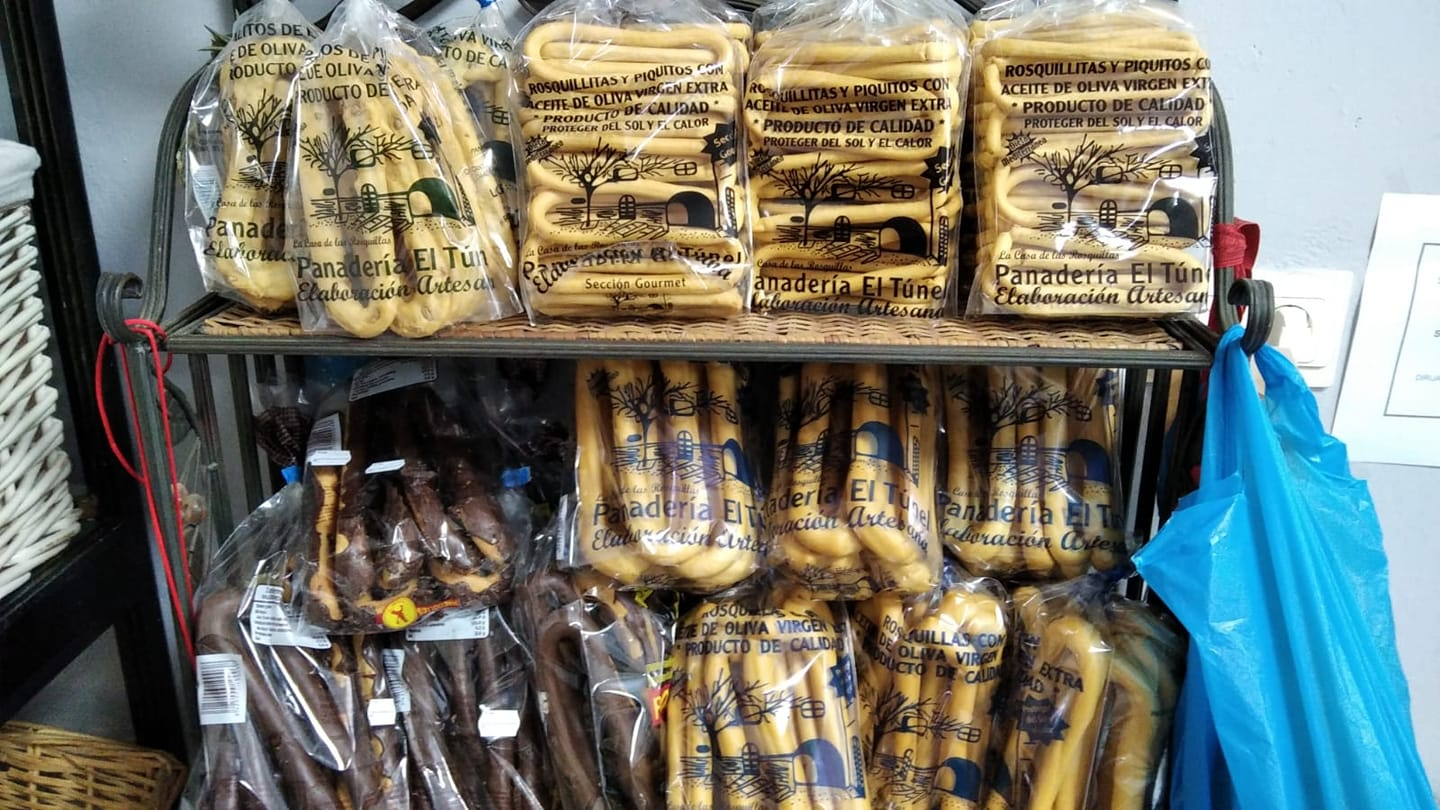
Rosquillas de Alhama (abajo, izda: rosquillas de chocolate)

La rosquilla de Alhama es un producto típico de Alhama de Almería, en España, y otros municipios de la provincia. Contiene harina de trigo, masa madre, aceite de oliva virgen extra, agua y sal.

## Origen
La rosquilla de Alhama es anterior a la guerra civil española, y durante la Posguerra fue una fuente de ingresos esencial para el municipio de Alhama de Almería. Según los tahoneros desta villa, la popularización de la rosquilla comienza con Dña. Natividad Burgos, quien heredó la panadería de sus padres. Ella se casó con el molinero Don Francisco Rodríguez, y sus descendientes, bisnietos y tataranietos de Natividad, mantienen varias panaderías en el pueblo. Otra pionera es Concha "La Barraquilla". Las casas panaderas de Alhama actualmente son Productos Dory, Panadería Carmela, Panadería Mónica, Panadería El Túnel y Productos Dicel.
Hoy en día se considera un símbolo de Alhama. Según el autor Ibán Yarza, «[la rosquilla] es un clásico del tapeo de muchas zonas del país, y en lugares como Almería o Murcia se le tiene auténtica veneración».

## Preparación
Contiene harina de trigo, masa madre, aceite de oliva virgen extra, agua y sal. Se mezclan los ingredientes hasta formar la masa. Se prefiere un amasado lento y artesanal, que garantiza una mayor alveolatura y mejor textura. Recibe un refinado por cilindros en la refinadora, y luego la masa se deja fermentar brevemente (5 min) y se le da la forma de rosca alargada: primero una forma de grisín, y luego se unen las puntas.
Algunas variantes incluyen: rosquillas de chocolate, de harina integral, de pipas de girasol, matalahúva, etc.

## Hacia la IGP
Varias asociaciones y empresas de Alhama llevan años intentando que la rosquilla de Alhama sea una Indicación Geográfica Protegida (IGP), que es una denominación de origen garantizada por la Unión Europea. Otros productos panaderos de Andalucía que ya cuentan con IGP son el mollete de Antequera, los mantecados y polvorones de Estepa, el pan de Alfacar, y el alfajor de Medina Sidonia. La fundación Andalucía Emprende convocó un concurso entre los alumnos de la Escuela de Artes de Almería. A partir de 2017 se inició la «Feria de la Rosquilla de Alhama», que tiene lugar desde entonces cada mayo y que incluye varias actividades de ocio, de gastronomía y venta de productos típicos.